# Risque spécifique
Le risque spécifique, appelé également risque intrinsèque ou risque idiosyncratique, est indépendant des phénomènes qui affectent l'ensemble des titres.
Il résulte uniquement d'éléments particuliers qui affectent tel ou tel titre : mauvaise gestion de l'entreprise, incendie qui détruit un atelier de production ou encore invention technologique qui rend obsolète sa principale gamme de produits.
Le risque spécifique se distingue du risque systématique.